# قایقرانی سرعت

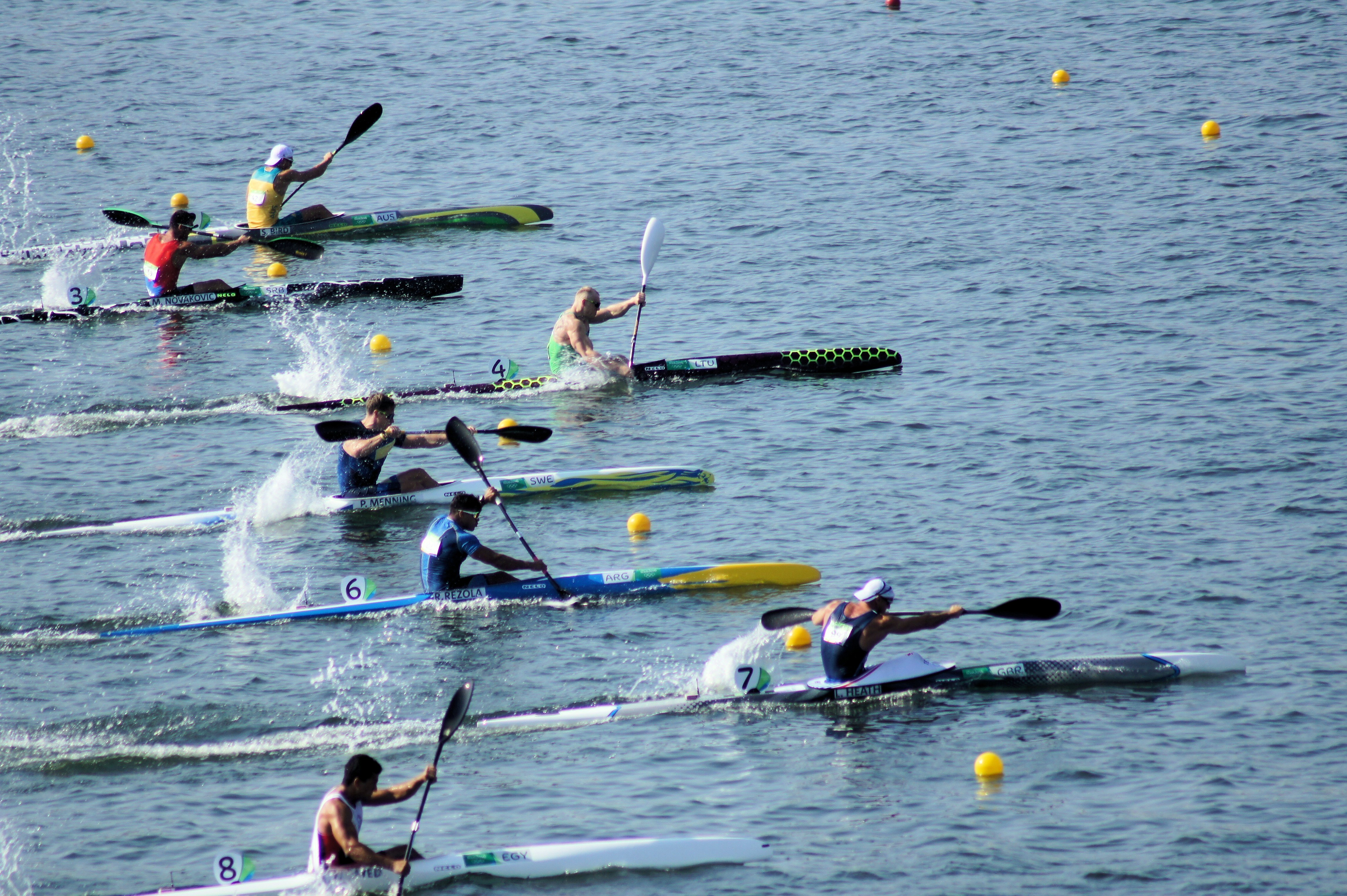

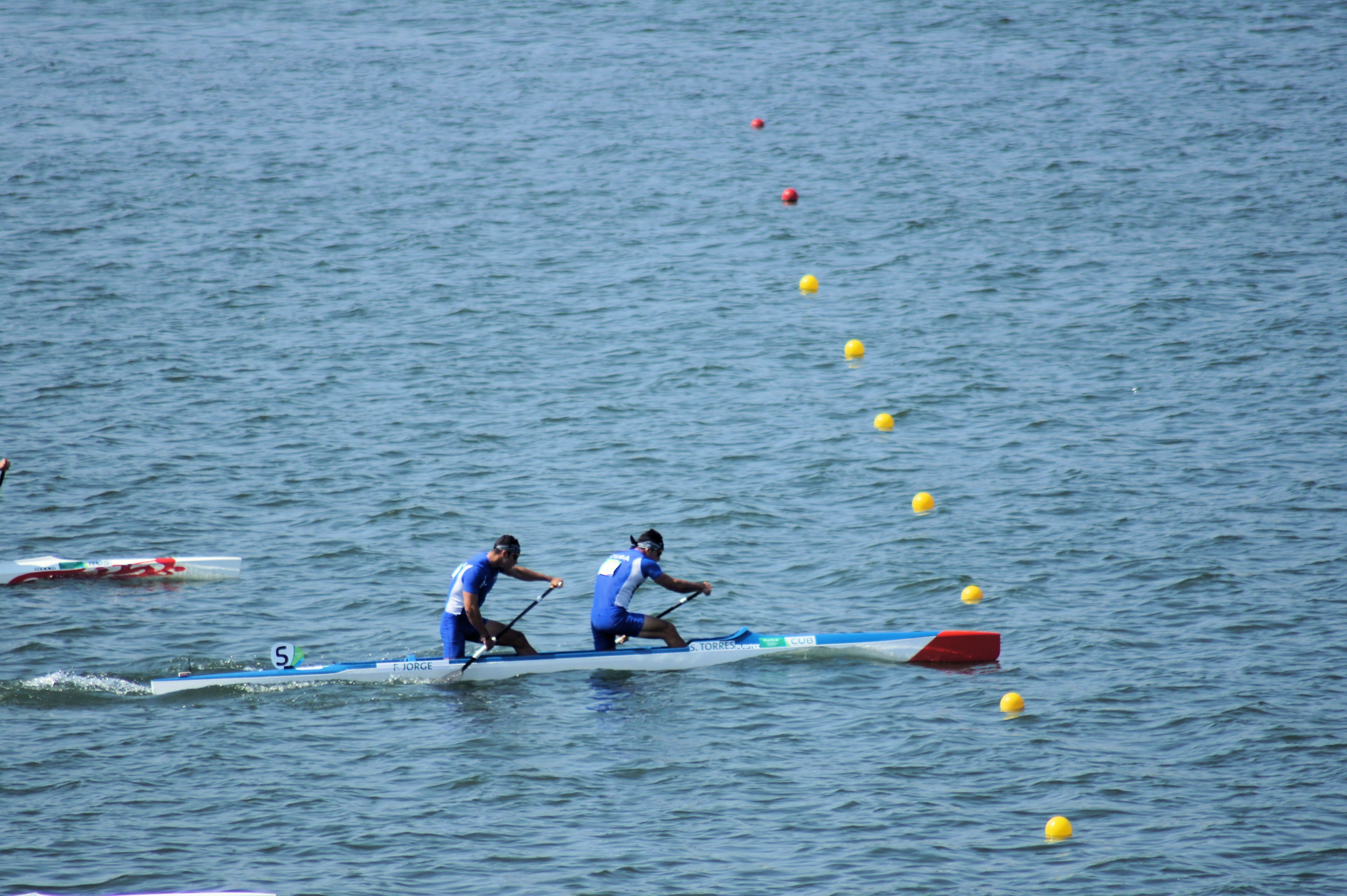

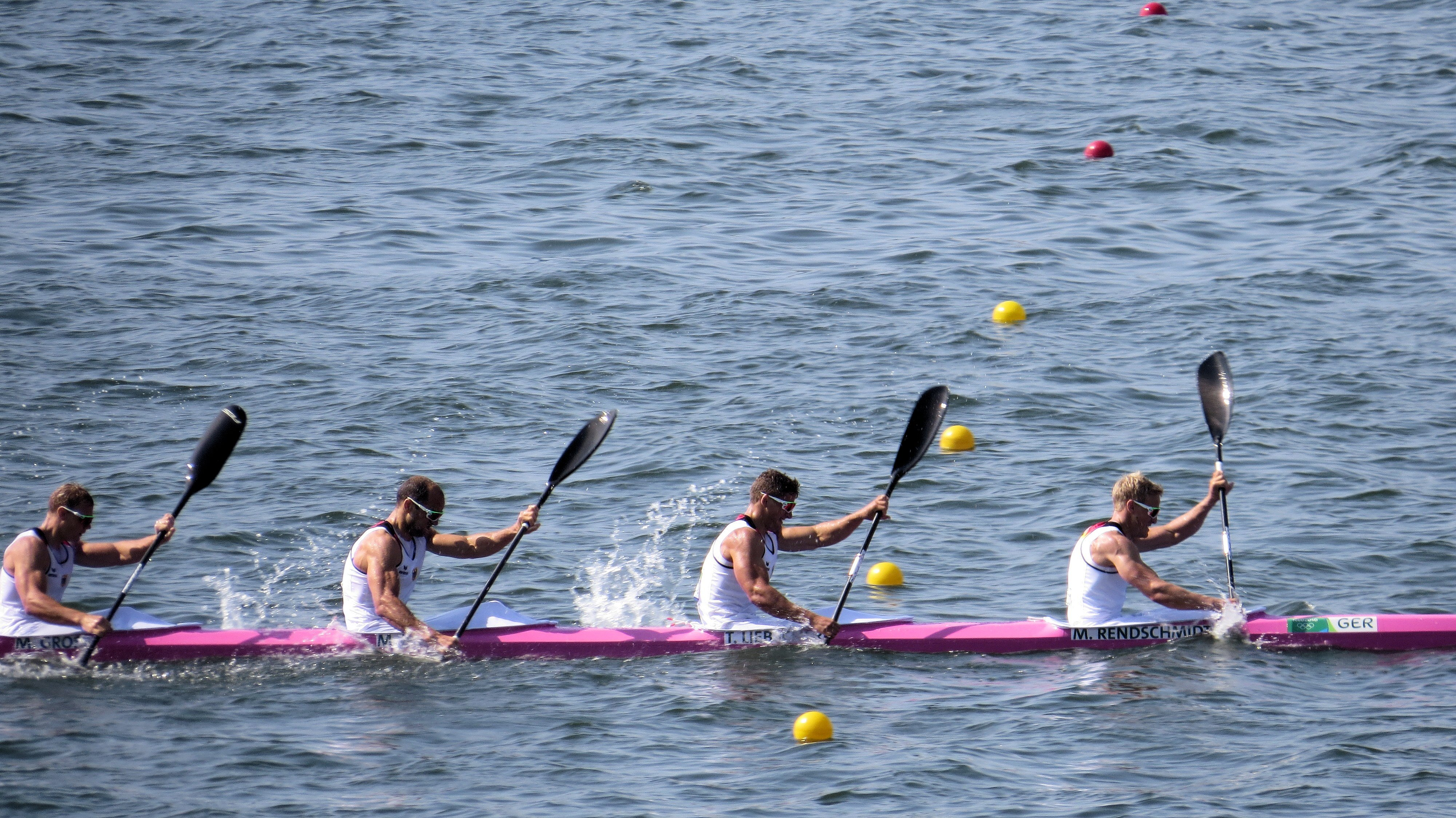

قایقرانی اسپرینت ورزشی است که در آن ورزشکاران قایقرانی یا کایاک را در آب آرام مسابقه می‌دهند.

## دسته‌بندی
دسته‌بندی‌های مسابقه بسته به تعداد ورزشکاران موجود در قایق، طول دوره و اینکه آیا نوع قایق کانو یا کایاک است، متفاوت است. از قایقرانی اسپرینت گاهی  به عنوان مسابقه آب مسطح نام برده می‌شود. مسافت‌های شناخته شده توسط فدراسیون بین‌المللی قایقرانی، ۲۰۰ متر، ۵۰۰ متر، ۱۰۰۰ متر و ۵۰۰۰ متر است. برای هر مسابقه بسته به تعداد شرکت کنندگان ممکن است تعدادی دور انتخابی، نیمه نهایی و فینال لازم باشد.
به‌طور کلی، اروپا بر این ورزش مسلط شده‌است و بیش از ۹۰ درصد از کل مدالهای ممکن المپیک را به دست آورده‌است.
قایق‌های رسمی که از طرف ICF به عنوان "قایق‌های بین المللی" شناخته شده‌اند عبارتند از: K1، K2، K4، C1، C2 و C4 که در این شماره تعداد پاروها مشخص می‌شود، "K" مخفف کایاک و "C" برای کانو است. قوانین ICF برای این قایقها، در میان دیگران، حداکثر طول، حداقل وزن و شکل قایق‌ها را تعریف می‌کند؛ برای مثال، K1 باید ۵۲۰ سانتی‌متر طول و حداقل ۸ کیلوگرم برای اسلالوم یا ۱۲ کیلوگرم برای اسپرینت جرم داشته باشد.

## کایاک
در کایاک، پارو در جهت حرکت نصب شده‌است. کایاک‌ها برای فرمان و تنظیم دوره دارای یک سکان هستند که با پای پارو زننده در قسمت جلو اداره می‌شود. پاروی مورد استفاده معمولاً یک «پاروی بالی» است (اگرچه از پدالهای نامتقارن استاندارد نیز می‌توان استفاده کرد) - پاروهای بالی دارای تیغه‌هایی هستند که به صورت یک بال یا قاشق، شکل می‌گیرند و باعث ایجاد اصطکاک و افزایش قدرت و پایداری می‌شوند.

## کانو
در کانو، پاروزن روی یک زانو با یک پا به جلو و پای دیگر در کف قایق زانو می‌زند و یک پاروی تک تیغه را در یک طرف قرار می‌دهد و فقط با آنچه به عنوان «جی استروک» شناخته می‌شود ، کنترل قایق را کنترل می‌کند. همچنین یک C-4 مشابه طراحی شده (که بسیار کوتاه‌تر و چمباتمه تر از "C-4" بین‌المللی) است. نوع منسوخ شده کانو، C-7 است که شبیه یک C4 بزرگ است که توسط ICF با موفقیت اندک روبرو شد. برای قایق‌های اسپرینت، تیغه پارو به‌طور معمول کوتاه و گسترده‌است. بسیاری از پاروزن‌های حرفه ای، داشتن دسته چوبی با میله و تیغه فیبر کربن را ترجیح می‌دهند، در حالی که تقریباً اغلب سازنده‌های کایاک با کارایی بالا از پاروهایی استفاده می‌کنند که کاملاً از فیبر کربن ساخته شده‌اند.

## تصاویر

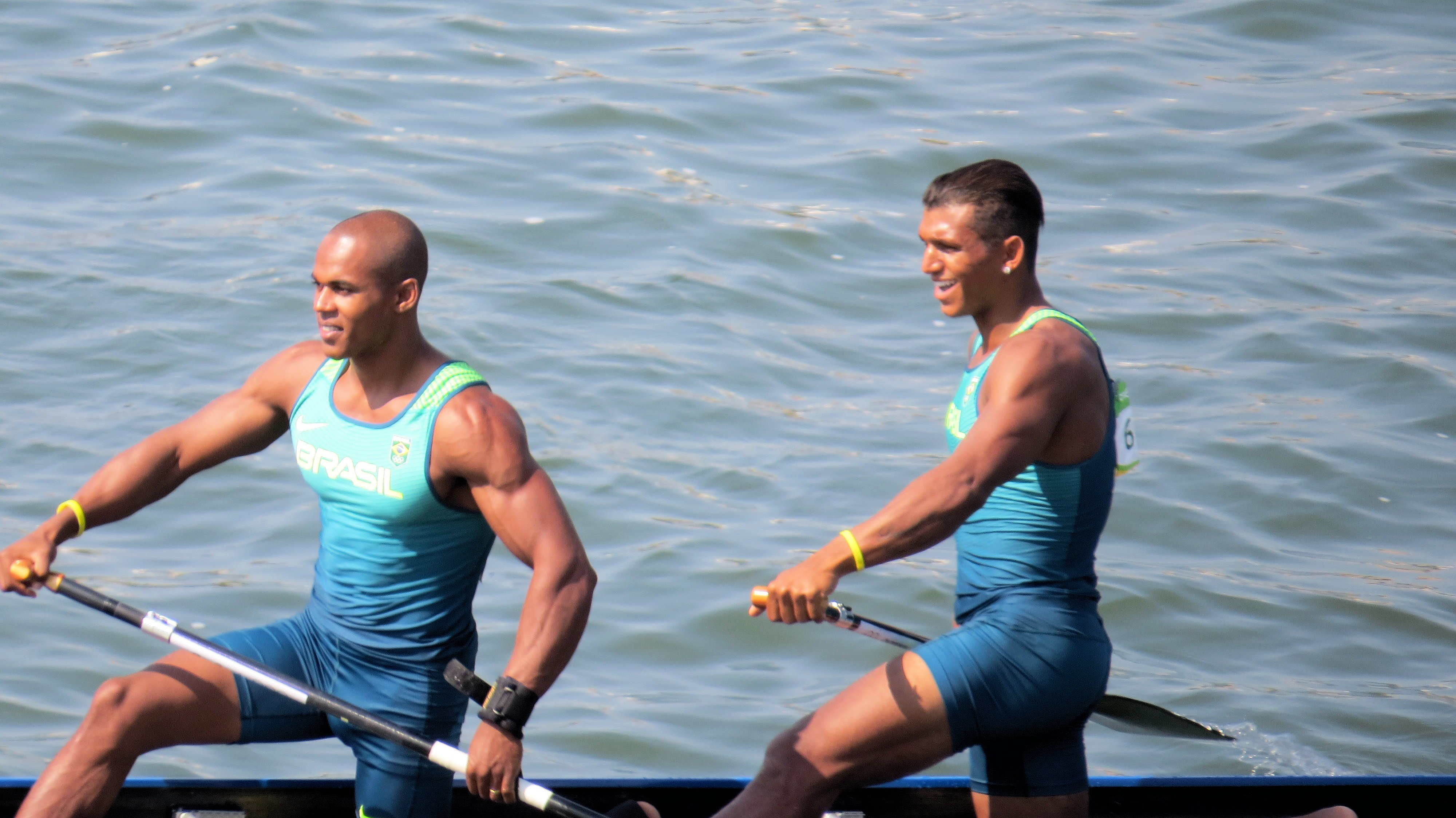
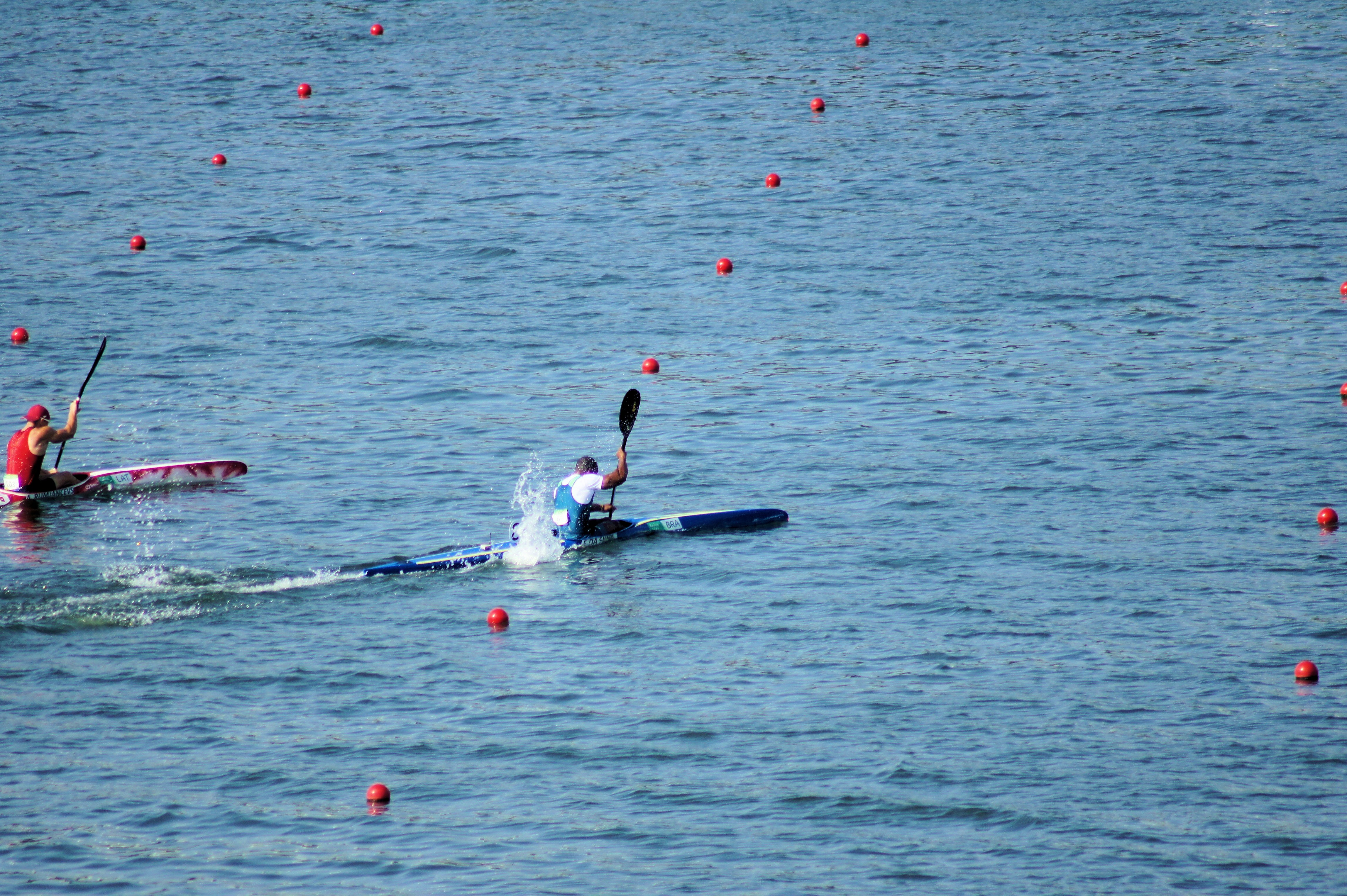
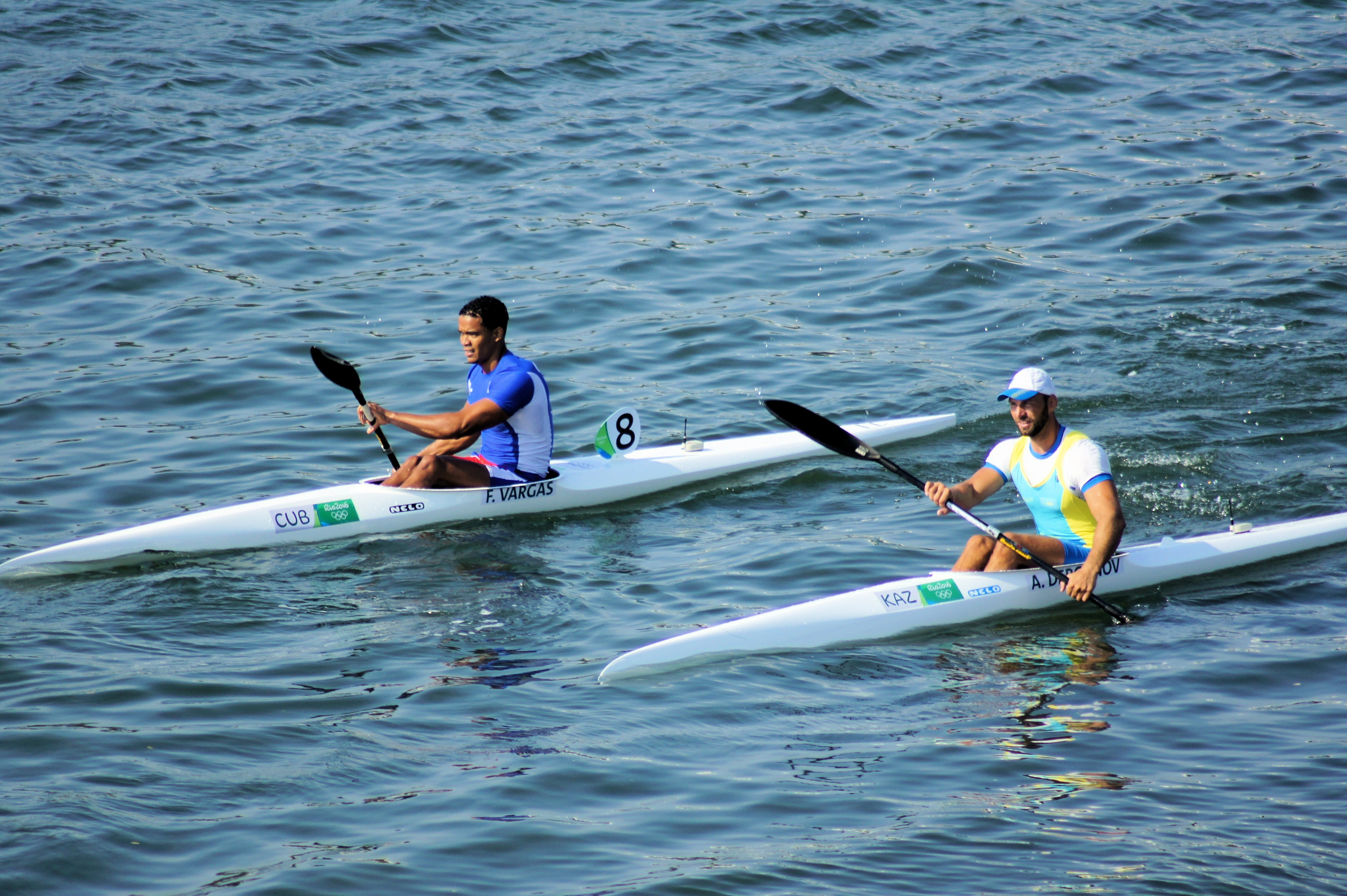
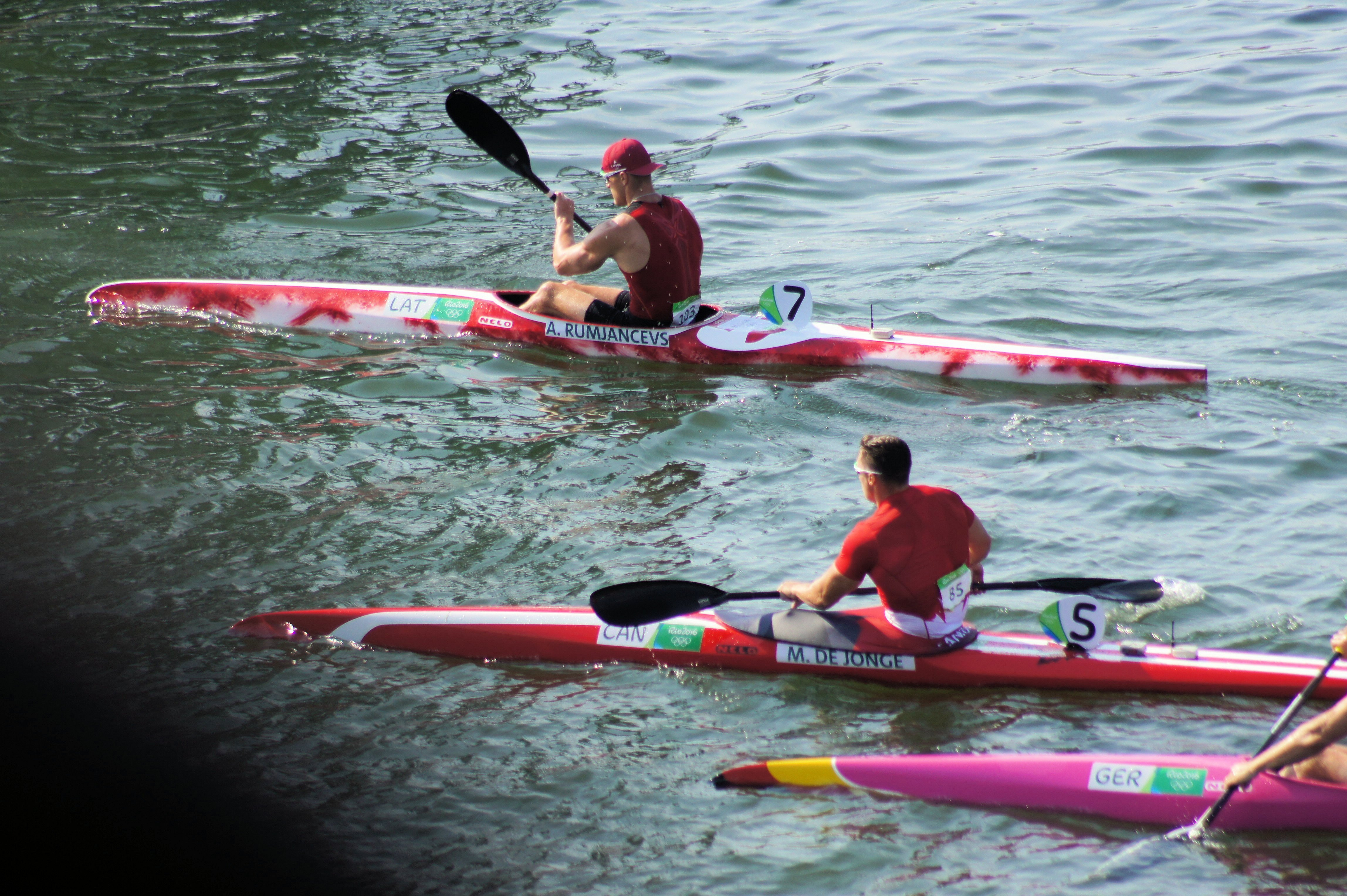
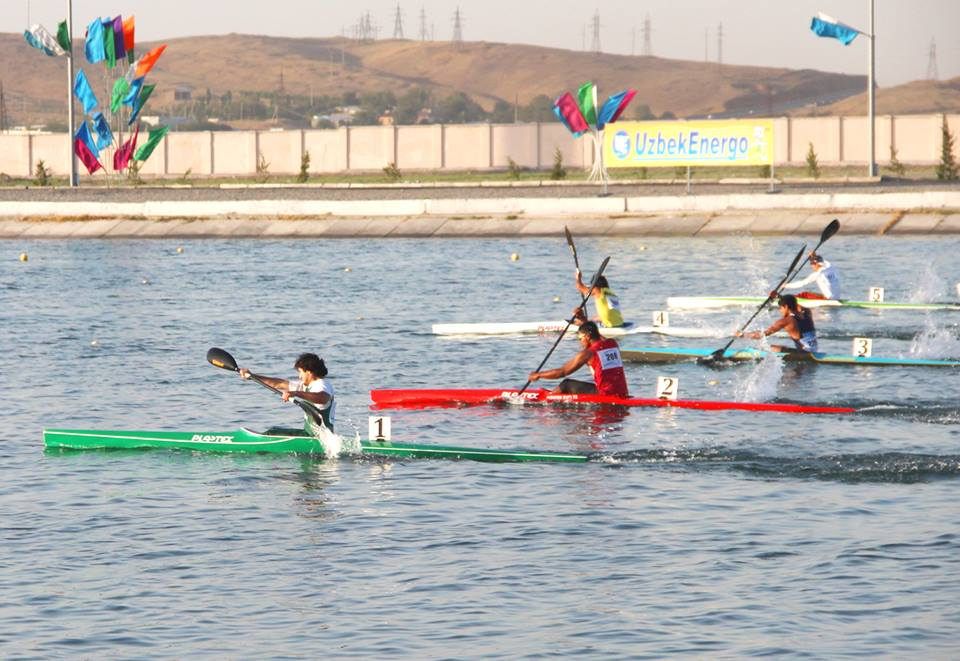